# Monte de la Madroa

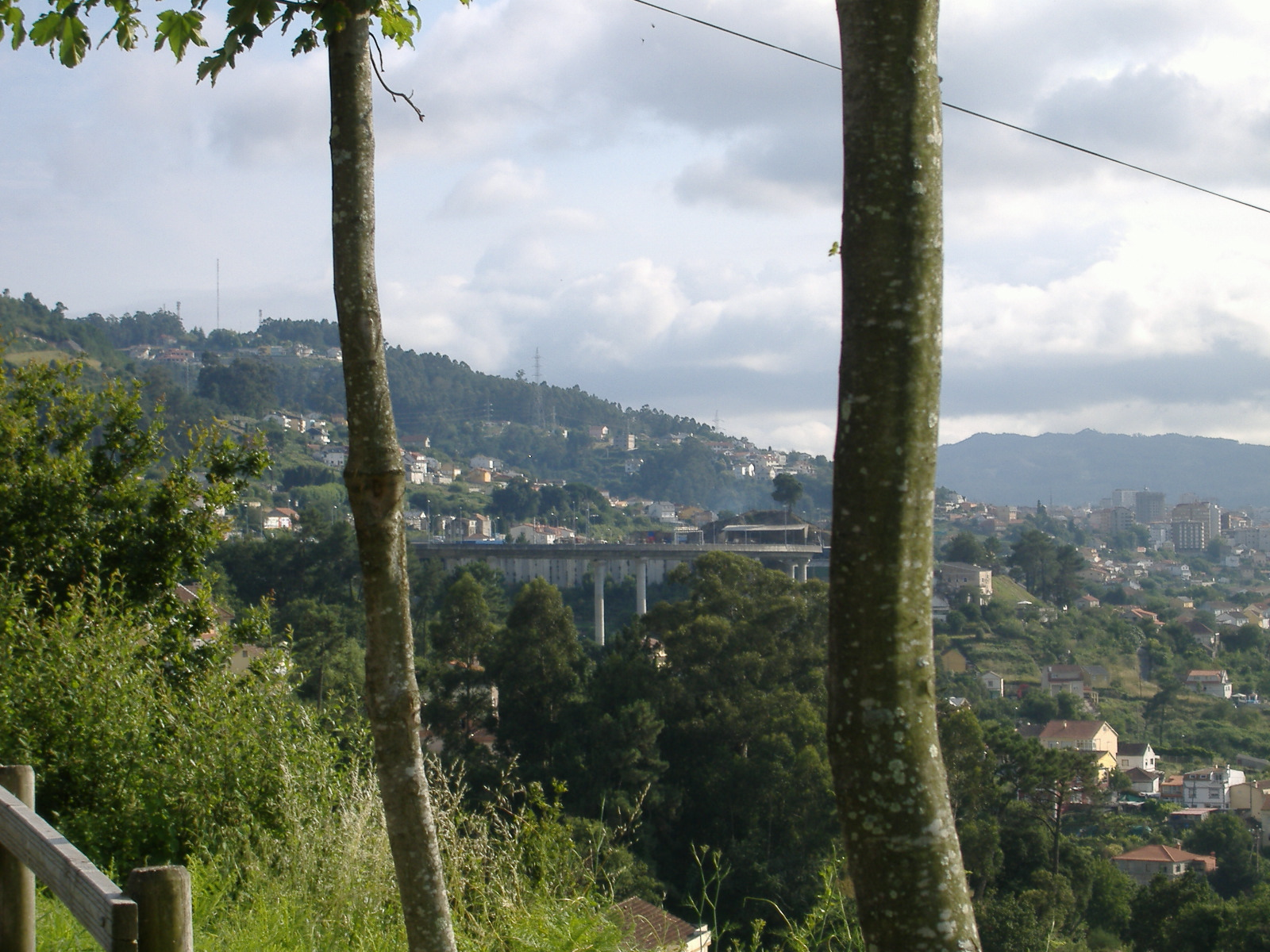
El monte de la Madroa, desde Chapela.

El monte de la Madroa es un monte que se encuentra en la zona de la Madroa, en la parroquia de Candeán, en la ciudad española de Vigo.

## Patrimonio

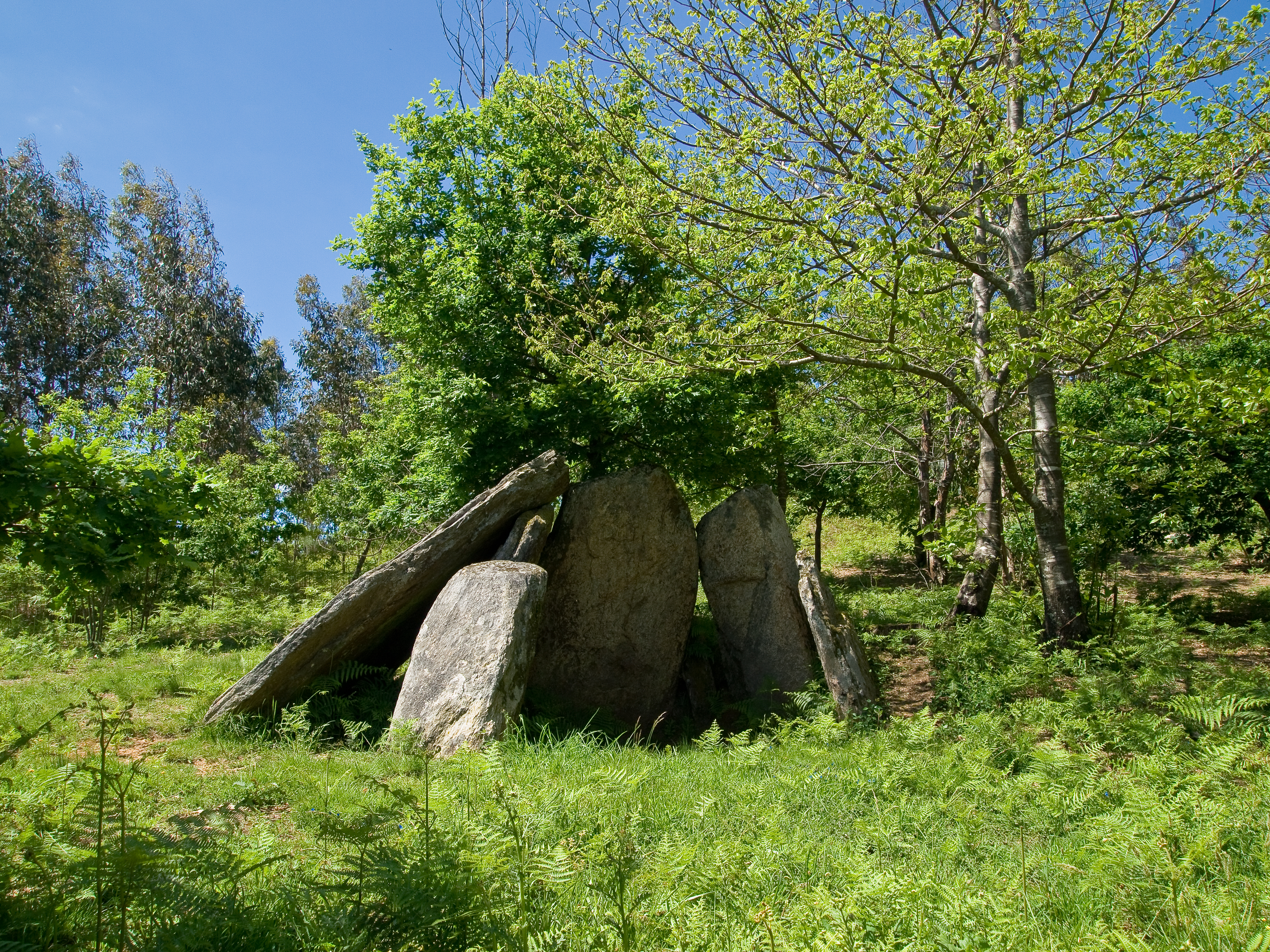
Dolmen a Casa dos Mouros

En este monte se encuentran pegadas de asentamientos prehistóricos, como petroglifos y dolmenes. Este campo megalítico cuenta con un gran número de túmulos, de los que el más grande, conocido como A Casa dos Mouros, abarca un diámetro de veinte metros y una altura de 3,5 metros; es posible que formaran parte de una gran necrópolis emplazada en la proximidades de Redondela. Asimismo, existen restos de una vieja construcción medieval defensiva, conocida como La Torre.
También sobresale el mirador de la Madroa, de unos 250 metros de altitud, desde donde que se pueden apreciar panorámicas de la totalidad de la ría de Vigo, el puente de Rande, el casco urbano y las islas Cíes. A lado del mirador se encuentra un área con merendero con un quiosco y áreas para hacer barbacoas. Dentro de la flora del parque destacan el pino marítimo y la acacia negra junto con la introducción de especies de frondosas autóctonas (carballos, robles, abedules, castaños etcétera). Ademáis, también se encuentra cerca del parque forestal del Vixiador, dependiente del Ayuntamiento de Vigo, de más de 15 hectáreas y con una gran diversidad de especies de flora y fauna.

## Infraestructuras
En las faldas del monte de la Madroa se encuentran el zoológico de Vigo (único de Galicia con más de 600 animales) y las instalaciones deportivas auxiliares del Real Club Celta de Vigo.
En la últimas décadas el monte sufrió varias perforaciones para construir dos importantes infraestructuras: los túneles para la autopista AP-9 y, más recientemente, el túnel de las Maceiras para el paso de las vías del ferrocarril del eje atlántico de alta velocidad que dá acceso desde Redondela a la nueva estación de Vigo-Urzáiz.